# Paul Würges
Paul Würges (* 13. März 1932 in München; † 30. November 2017 ebenda) war ein deutscher Gitarrist und Sänger.

## Leben
Der im Münchener Stadtteil Berg am Laim geborene Paul Würges lernte seine ersten Gitarrengriffe nach Ende des Zweiten Weltkrieges beim Wanderverein Naturfreunde. 1949 schloss Würges eine Malerlehre ab. Zur gleichen Zeit trat er bereits mit Alex Bauer (Akkordeon) und Fritz Kolb (Bass) unter dem Namen Bavarian Playboys in verschiedenen Clubs im Münchner Raum auf. Bis Mitte der 1950er Jahre bestand das Programm der Formation, die vor allem amerikanische Soldaten unterhielt, aus Hillbilly- und Country-Musik.
Danach wurde die Formation immer stärker vom Rock ’n’ Roll beeinflusst und Paul Würges formierte die Moonglow Combo, die 1957 endgültig in Rocking Allstars umbenannt wurde. Als „deutscher Bill Haley“ trat er im November 1956 zweimal in der ausverkauften Kongresshalle des Deutschen Museums auf. Würges, der sich schnell einen Namen als einer der besten E-Gitarristen Deutschlands gemacht hat, arbeitete jetzt mit Profimusikern wie Ambros Seelos zusammen. Es folgten Tourneen in die Schweiz sowie nach Österreich und Polen. Anfang 1957 sang Würges in der Filmkomödie Gruß und Kuß vom Tegernsee den Titel Black Boy Jacky, der wenig später bei Decca als seine erste Single erschien.
Neben zahlreichen Konzerten trat Würges mehrmals im österreichischen Fernsehen sowie im Film Witwer mit fünf Töchtern (1957) auf. 1959 unterzeichnete Würges einen neuen Plattenvertrag bei der erst ein Jahr bestehenden Ariola. Diese veröffentlichte von Würges deutschsprachigen Rock ’n’ Roll und Instrumentals. Es handelt sich zumeist um Coverversionen amerikanischer Hits. Obwohl Kritiker seinen Aufnahmen mehr Qualität als denen von Peter Kraus oder Ted Herold bescheinigen, gelang Würges kein großer Hit. Einige Titel avancierten dennoch zu Achtungserfolgen, wie etwa die in Stockholm aufgenommenen Eigenkompositionen Honky Tonk und Paul's Boogie. In Schweden war Würges auch als Gitarrist des schwedischen Sängers Little Gerhard engagiert. Anschließend folgten Europa-Tourneen mit den Orchestern von Max Greger und Ernst Jäger.
Zwischendurch nahm Paul Würges weiterhin Schallplatten auf. Ab 1962 gehörten auch Modetänze wie Twist, Madison und Hully Gully zu seinem Programm. Anfang 1964 trat Paul Würges anlässlich der Olympischen Winterspiele in Innsbruck auf. Der Titel Olympic Nights, der bereits vorab als Single erschien, wurde ein großer Live-Erfolg. Außerdem nahm Würges mit einer Studioformation unter dem Namen The Thunderbirds ein Album auf, das 12 instrumentale Titel umfasste. Als Musiker begleitete er namhafte Gesangsinterpreten wie Paul Anka, Chubby Checker, Billy Sanders oder Tony Sheridan.
Als Mitte der 1960er Jahre der Rock ’n’ Roll von der nunmehr populären Beatmusik abgelöst wurde, zeigte Würges sich auch diesem Trend gegenüber aufgeschlossen. Mehrere Aufnahmen von Würges wurden unter dem Pseudonym Jeff Jackson & his Explorers auf dem Label Metronome International vertrieben. Daneben wirkte er bei Aufnahmen für Kaufhaus- und Billiglabel mit.
Paul Würges ist bis März 2017 mit seinen Rocking Allstars regelmäßig aufgetreten.
Am 30. November 2017 verstarb Paul Würges. Sein Grab befindet sich auf dem Münchener Friedhof Perlach, Grabfeld 8, Reihe 3, Nr. 50.

## Diskografie (Auswahl)

### Aufnahmen
- Paul Würges & Bavarian Playboys: Called Eager / Walkin' the dog / und weitere (1954; Diaton Aufnahmestudio Erwin Spohn, München, Daiserstrasse 19d, Alex Bauer Akkordeon, Fritz Kolb Bass, Paul Würges Gitarre)
- Ambros Seelos Orch. & Paul Würges & Rocking Allstars: Jodel Rock'n'Roll (Gesang: Geschwister Steiner (Peter und Gerda später bekannt aus Steiners Theater-Stadl)) (1957; Deutsche AUSTROTON)

### Singles
(A-Seite / B-Seite)

Label der Single Honky Tonk, 1961

Single Mister Brown des Billiglabels Starlet, 1964

- Die Boys und ihre Babies / Black Boy Jackie (1957; Decca)
- Red River Rock / Sleep Walk (1959; Ariola)
- So schön (Gesang: Paul Würges & Ursula Junkert) / Und alles ist okay (Gesang: Helmut Schmidt) (1959; Ariola)
- Let's Go Baby (Cover Vers. Billy Eldridge) / Mary, Mary Lou (1959; Ariola) (Paul Würges und seine Hitparados)
- Weit im Süden von New Orleans (Cover Vers. Freddy Cannon, Way down yonder in New Orleans) / Lileila Jane (1960; Ariola) (Paul Würges und seine Hitparados & Perrys)
- Honky Tonk (Let's Do The Honky Tonk) / Midnight Sun (The Midnight Sun Will Never Set) (1961, Ariola)
- Auf der grünen Wiese / Komm doch in meine Arme (1961; Ariola)
- Pepe / Geisha Baby (1961; Ariola)
- Komm' zurück (Gesang: Helmut Schmidt) / Lucille (Gesang: Helmut Schmidt & Ursula Junkert) (1961; Ariola)
- Wenn die Glocken hell erklingen / Perfidia (1961; Ariola)
- Mademoiselle (Lucy Lou) / Dam Dam (1961; Ariola)
- Schwarze Augen / Navajo (1961; Ariola)
- Hei Lili Hei Lo / Über den Wellen (1961; Ariola)
- Twist Around the Clock / Twist ist gut für die Linie (1962; Ariola)
- Das alte Spinnrad / Immer wieder Twist (1962; Ariola)
- Blues (aus „Erinnerung an ein Ballerlebnis“) / Night Ride (1962; Ariola)
- Wah-Watusi (Watusi Party ist Samstagnacht) / Hallo Girls, Hallo Boys (1962; Ariola)
- Olympic Nights / Sunrise (1963; Ariola)
- Lady Music (Marion Costa) / Mister Brown (Studio-Orchester mit Otto Weiß und Paul Würges) (1964; Starlet)
- Münchner Twen (Maxl Graf) / Twist ist gut für die Linie (1964; Ariola)
- The Twistin' Hillbilly / For Twisters Only (1965; Ariola)
- Jeff Jackson & his Explorers: Baby-Jenka / Birmingham Beat (Metronome International)
- Jeff Jackson & his Explorers: Melancholie / Ave Maria Mexicana (Metronome International)
- Jeff Jackson & his Explorers: La Mamma / Black River Jump (Metronome International)

### EPs
- Midnight Sun (The Midnight Sun Will Never Set) / Honky Tonk (Let's Do The Honky Tonk) / Paul's Boogie / Summernight in Gothland (1961; Joker)

### LPs
- The Thunderbirds: Thunderbirds (1964; Ariola)

- Der deutsche Bill Haley (1980; Bear Family Records)

### CDs
- Paul's Originals 58 to 62 (1993; Air Record)
- Die Rock ’n’ Roll Legende aus München (2005; Bear Family Records)
- Rhythm is our Business (2007; Bear Family Records)
- Splish Splash (2009; AIR RECORDS)

## Filmografie
- 1957: Gruß und Kuß vom Tegernsee, Soundtrack: Paul Würges & Rockin' Allstars - Black Boy Jackie
- 1957: Witwer mit fünf Töchtern, Soundtrack: Paul Würges & Rockin' Allstars - Das ist die Musik von heute
- 1961: Schlager-Revue 1962
- 1985: Zuckerbaby
- 2017: Rock around Paul Würges (Dokumentarfilm von Klaus Bichlmeier)